# Scaligera Basket Verona 2022-2023
Questa voce raccoglie le informazioni riguardanti la Scaligera Basket Verona nelle competizioni ufficiali della stagione 2022-2023.

## Stagione
La stagione 2022-2023 della Scaligera Basket Verona sponsorizzata Tezenis, è l'11ª nel massimo campionato italiano di pallacanestro, la Serie A.
Per la composizione del roster si decise di optare per la scelta della formula con 5 giocatori stranieri senza vincoli. Tuttavia a fine marzo venne cambiata scelta, decidendo di passare alla formula con 6 giocatori stranieri sempre senza vincoli.

## Organigramma societario
Dal sito internet della società.
Area dirigenziale
- Proprietario e Presidente: Gianluigi Pedrollo
- Presidente Onorario: Giuseppe Vicenzi
- Vice Presidente: Giorgio Pedrollo
- General Manager: Alessandro Frosini
- Amministratore Delegato: Paolo Righetti
- Direttore operativo, marketing e commerciale: Andrea Sordelli
- Direttore Sportivo: Eugenio Agostinelli
- Team Manager: James Tirelli
- Direttore comunicazione: Gian Paolo Zaffani
- Responsabile Ticketing e Academy: Fabio Crivellaro
- Responsabile organizzativo settore giovanile: Davide Losi
- Responsabile tecnico settore giovanile: Simone Guadagnini
- Responsabile Sviluppo Minibasket: Gianfranco Piola
- Segreteria Generale settore giovanile: Luigi De Cantis
- Responsabile delle statistiche: Giuliano Meneghini

Area tecnica
- Allenatore: Alessandro Ramagli
- Assistente allenatore: Andrea Bonacina
- Assistente allenatore: Stefano Gallea
- Preparatore atletico: Giacomo Braida
- Assistente preparatore atletico: Patrick Rondelli
- Fisioterapista: Davide Felis
- Fisioterapista: Luca Valbusa
- Medico: Paolo Cannas
- Medico: Enrico Vittone
- Podologo: Riccardo Cacciatori
- Osteopata: Giampaolo Cau

## Roster
Aggiornato al 3 agosto 2022.
| Tezenis Scaligera Verona 2022-2023 | Tezenis Scaligera Verona 2022-2023 |
| Giocatori                          | Staff tecnico                      |
| ---------------------------------- | ---------------------------------- |

| N. | Naz.                   | Ruolo | Nome                   | Anno | Alt.   | Peso   |  |
| -- | ---------------------- | ----- | ---------------------- | ---- | ------ | ------ |  |
| 0  | Italia (bandiera)      | P     | Alessandro Cappelletti | 1995 | 186 cm | 82 kg  |  |
| 00 | Stati Uniti (bandiera) | AC    | Taylor Smith           | 1991 | 198 cm | 101 kg |  |
| 1  | Guyana (bandiera)      | C     | Cyril Langevine        | 1998 | 203 cm | 102 kg |  |
| 4  | Stati Uniti (bandiera) | GA    | Wayne Selden           | 1994 | 196 cm | 105 kg |  |
| 5  | Stati Uniti (bandiera) | G     | Justin Simon           | 1996 | 196 cm | 95 kg  |  |
| 6  | Stati Uniti (bandiera) | AC    | Aric Holman            | 1997 | 208 cm | 102 kg |  |
| 7  | Italia (bandiera)      | A     | Alessandro Ferrari     | 2003 | 205 cm | 80 kg  |  |
| 10 | Italia (bandiera)      | PG    | Davide Casarin         | 2003 | 196 cm | 86 kg  |  |
| 11 | Stati Uniti (bandiera) | AG    | Xavier Johnson         | 1993 | 201 cm | 102 kg |  |
| 12 | Italia (bandiera)      | PG    | Matteo Imbrò           | 1994 | 192 cm | 86 kg  |  |
| 12 | Italia (bandiera)      | G     | Giordano Bortolani     | 2000 | 193 cm | 85 kg  |  |
| 13 | Italia (bandiera)      | C     | Francesco Candussi     | 1994 | 211 cm | 109 kg |  |
| 15 | Stati Uniti (bandiera) | AG    | Devin Davis            | 1995 | 198 cm | 103 kg |  |
| 20 | Italia (bandiera)      | A     | Guido Rosselli (C)     | 1983 | 198 cm | 105 kg |  |
| 22 | Italia (bandiera)      | C     | Giovanni Pini          | 1992 | 205 cm | 100 kg |  |
| 23 | Stati Uniti (bandiera) | G     | Karvel Anderson        | 1991 | 188 cm | 86 kg  |  |
| 27 | Italia (bandiera)      | GA    | Liam Udom              | 2000 | 199 cm | 85 kg  |  |
| 42 | Stati Uniti (bandiera) | GA    | Jamarr Sanders         | 1988 | 193 cm | 95 kg  |  |

| Allenatore                                                                                     |
| - Alessandro Ramagli                                                                           |
| Assistente/i                                                                                   |
| - Andrea Bonacina - Stefano Gallea Legenda - (C) Capitano - (IN) Inattivo - Infortunato Roster |

## Mercato

### Sessione estiva
| Acquisti | Acquisti               | Acquisti            | Acquisti   | Acquisti |
| R.       | Nome                   | da                  | Modalità   |          |
| -------- | ---------------------- | ------------------- | ---------- | -------- |
| P        | Alessandro Cappelletti | Amici Pall. Udinese | svincolato |          |
| PG       | Matteo Imbrò           | Universo Treviso    | svincolato |          |
| GA       | Wayne Selden           | Ironi Nes Ziona     | svincolato |          |
| AC       | Aric Holman            | Gig. de Carolina    | svincolato |          |
| AC       | Taylor Smith           | Mornar Bar          | svincolato |          |

| Cessioni | Cessioni        | Cessioni          | Cessioni       | Cessioni |
| R.       | Nome            | a                 | Modalità       |          |
| -------- | --------------- | ----------------- | -------------- | -------- |
| P        | Lorenzo Caroti  | Vanoli Cremona    | fine contratto |          |
| P        | Lorenzo Penna   | Pall. Forlì 2.015 | fine contratto |          |
| P        | Marco Spanghero | Sebastiani Rieti  | fine contratto |          |
| G        | Emmanuel Adobah | Pall. Chieti      | fine contratto |          |
| AP       | Sasha Grant     | Bayern Monaco     | fine prestito  |          |
| A        | Nikola Nonković | N.P.C. Rieti      | fine contratto |          |
| C        | Giovanni Pini   | Pall. Cantù       | fine contratto |          |

### Dopo l'inizio della stagione
| Acquisti | Acquisti           | Acquisti       | Acquisti         | Acquisti   |
| R.       | Nome               | da             | Data             | Modalità   |
| -------- | ------------------ | -------------- | ---------------- | ---------- |
| GA       | Jamarr Sanders     | Strasburgo     | 1 novembre 2022  | svincolato |
| G        | Giordano Bortolani | Olimpia Milano | 25 novembre 2022 | prestito   |
| C        | Giovanni Pini      | Pall. Cantù    | 9 febbraio 2023  | svincolato |
| AG       | Devin Davis        | Napoli Basket  | 10 febbraio 2023 | svincolato |
| GA       | Justin Simon       | Sydney Kings   | 20 marzo 2023    | svincolato |
| AC       | Cyril Langevine    | Lavrio         | 11 aprile 2023   | svincolato |

| Cessioni | Cessioni           | Cessioni          | Cessioni         | Cessioni    |
| R.       | Nome               | a                 | Data             | Modalità    |
| -------- | ------------------ | ----------------- | ---------------- | ----------- |
| GA       | Wayne Selden       | Free agent        | 11 ottobre 2022  | rescissione |
| PG       | Matteo Imbrò       | Scafati Basket    | 23 novembre 2022 | rescissione |
| AC       | Aric Holman        | Legia Varsavia    | 10 febbraio 2023 | rescissione |
| C        | Francesco Candussi | Fortitudo Bologna | 23 febbraio 2023 | rescissione |